# Hanek János
Hanek János (1937. május 29. –) labdarúgó, középpályás.

## Pályafutása
A Bp. Spartacus csapatában kezdte a labdarúgást. 1956-ban nyugatra távozott. Külföldi pályafutását az NSZK-ban és Hollandiában folytatta. Az 1960-as évek végén az amerikai NASL-ban szerepelt a kanadai Vancouver Royalsban és az egyesült államokbeli Kansas City Spursban, ahol együtt játszott korábbi ifjúsági válogatott csapattársaival, Lipták Györggyel és Szalay Tiborral.